# Pomadasys bipunctatus
Pomadasys bipunctatus är en fiskart som beskrevs av Kner, 1898. Pomadasys bipunctatus ingår i släktet Pomadasys och familjen Haemulidae. Inga underarter finns listade i Catalogue of Life.